# كليو وكوكوين
كليو وكوكوين، المعروف في أمريكا اللاتينية باسم كليو وكوكوين: فاميليا تيليرين، هو مسلسل تلفزيوني إسباني مكسيكي للرسوم المتحركة لمرحلة ما قبل المدرسة من إنتاج أنيما كيتشنت بالتعاون مع تيلفيزا. ظهرت لأول مرة في إسبانيا على قناة كلاين في 7 يناير 2018.

## الحبكة
تدور أحداث المسلسل حول فتاة تبلغ من العمر ثماني سنوات تدعى كليو وهي تساعد شقيقها الأصغر كوكوين في حل المشكلات التي يواجهها. في نهاية كل حلقة، تستخدم كليو الدروس المستفادة لمساعدتها على تحديد ما تريد أن تكونه عندما تكبر.

## روابط خارجية
- كليو وكوكوين على موقع IMDb (الإنجليزية)
- كليو وكوكوين على موقع نتفليكس (الإنجليزية)
- كليو وكوكوين على موقع كينوبويسك (الروسية)
- كليو وكوكوين على موقع قاعدة بيانات الفيلم (الإنجليزية)
- Cleo & Cuquin . على يوتيوب
- كليو وكوكوين  في قاعدة بيانات الأفلام على الإنترنت (بالإنجليزية)
- كليو وكوكوين  على فيسبوك.
- كليو وكوكوين على إنستغرام